# All-inclusive (boek)
All-inclusive is de debuutroman van schrijfster van thrillers Suzanne Vermeer, naar later bleek een pseudoniem van de schrijver Paul Goeken. Het boek verscheen in 2006.

## Achtergrond
Vijf jaar na het verschijnen van het boek bleek dat Vermeer een pseudoniem was van de in 2011 overleden Goeken. Omdat All-inclusive wat verhaal en stijl betrof afweek van eerdere boeken van Goeken en vanwege de successen van vrouwelijke thrillerschrijfsters als Saskia Noort en Simone van der Vlugt, was door de schrijver en zijn uitgever A.W. Bruna het alter ego Vermeer bedacht. Bij het verschijnen van het boek werd verklaard dat het boek onder pseudoniem was geschreven, omdat het nogal belastende informatie over de reiswereld en het all-insysteem zou bevatten. Vermeer werd gepresenteerd als een in 1968 in Nijmegen geboren schrijfster die nadat ze Spaans had gestudeerd aan de Universiteit van Amsterdam naar Barcelona was verhuisd.

## Verhaal
Het verhaal gaat over Jeroen en Chantal van der Schaaf, die tijdens een all-invakantie hun tweeling verliezen, omdat ze in een onachtzaam moment verdrinken in het zwembad van het hotel. Tijdens het rouwproces komen ze erachter dat het niet alleen hun onachtzaamheid was, maar dat het all-insysteem er ook debet aan is. Dan gaan ze terug naar het hotel om antwoorden op hun vragen te krijgen.